# Sant Ferriol
Sant Ferriol is een gemeente in de Spaanse provincie Girona in de regio Catalonië met een oppervlakte van 42 km². Sant Ferriol telt 231 inwoners (1 januari 2016).

## Demografische ontwikkeling
Bron: INE, 1857-2011: volkstellingen
Opm.: In 1857 werden de gemeenten Almor, Ausiñá, Farás, Juiña, La Miana en El Torn aangehecht